# Aquellos años locos
Aquellos Años Locos es una película filmada en colores de Argentina dirigida por Enrique Carreras según su propio guion escrito en colaboración con el guion de Julio Porter  y  Norberto Aroldi que se estrenó el 30 de julio de 1971 y que tuvo como protagonistas a Palito Ortega, Mercedes Carreras, Raúl Rossi y Daniel De Alvarado.

## Sinopsis
Un joven bohemio (Palito Ortega) deja su casa para incorporarse a una compañía ambulante de music-hall, donde encontrara el verdadero amor (Mercedes Carreras).

## Reparto
- Palito Ortega
- Mercedes Carreras
- Raúl Rossi
- Daniel De Alvarado
- Ernesto Raquén
- Tono Andreu
- Paquita Vehil
- Emilio Comte
- Dorys Del Valle
- Oscar Rovito
- Mario Sapag
- Elvia Andreoli
- Norma López Monet
- Carlos Fioriti
- Iván Grey
- Lalo Malcolm
- Aurora Del Mar
- María De Los Ángeles Medrano
- Marta Cipriano
- Domingo Márquez
- Carlos Lagrotta
- Los Tahures
- Kano y Los Bull Dogs
- Zulma Grey

## Comentarios
Periscopio opinó:

”Carreras conserva la torpe evidencia del cartón pintado: anteojos sin vidrio, jóvenes disfrazados de viejos con absurdas pelucas, escenografías de ambientación realista tan falsas como las de los shows. En medio del mamarracho y frente a la insulséz genética de Palito para el music-hall,  sobrevive un actor: Daniel De Alvarado.”

Gente dijo:

”Rey Ramón Ortega: varios papeles, con su extraño atractivo de película mediocre... Palito está aprendiendo a actuar. Para Mercedes Carreras quizás sea demasiado tarde.”

Manrupe y Portela escriben:

”Canciones de Palito, grandes coreografías y errores de ambientación en el tipo de film pseudonostálgico que gustaba al director.”